# .mp
.mp為北馬里亞納群島自由邦國家及地區頂級域（ccTLD）的域名。該域名於1996年10月22日啟用。.mp域的域名注册服务由北马里亚纳群岛的ISP Saipan DataCom負責。

## 外部連結
- IANA .mp whois information（页面存档备份，存于）
- .mp domain registration website